# Фаланга (формация)
Вижте пояснителната страница за други значения на Фаланга.
Фаланга е правоъгълна масова бойна формация на пехотата.
Обикновено е съставена изцяло от тежка пехота, въоръжена с копия, пики или други подобни оръжия. Фалангите са характерни за начина на водене на война в Древна Гърция. Използвани са широко от армиите на Александър Македонски.

## Древна Гърция
Хоплитската фаланга обикновено е съставена от 8 бойци в дълбочина. Нейното основно предназначение е фронтален бой, като образуваната стена от щитовете им е почти непреодолима от нападателите. Известна е и дълбочина от 50 бойци през 4 век пр.н.е. в Тива.
По-късно подобен строй е използван и от римляните, и в различни европейски държави през Средновековието.